# 羅馬尼亞奧林匹克及體育委員會
羅馬尼亞奧林匹克及體育委員會（羅馬尼亞語：Comitetul Olimpic și Sportiv Român, COSR），是羅馬尼亞的國家奧林匹克委員會和體育部門。該組織成立於1914年，是國際奧林匹克委員會和歐洲奧林匹克委員會的成員。1900年，首次派員參加在法國巴黎舉辦的夏季奧運會。
現時，羅馬尼亞奧林匹克及體育委員會的總部設在首都布加勒斯特，主席是Mihai Covaliu。

## 資料來源
1. ↑  .   [2014-06-22]. （原始内容存档于2011-09-16）.